# Spermacoce semiamplexicaulis
Spermacoce semiamplexicaulis là một loài thực vật có hoa trong họ Thiến thảo. Loài này được (E.L.Cabral) Delprete mô tả khoa học đầu tiên năm 2007.